# Xen (Half-Life)
 For alternative betydninger, se Xen (flertydig). (Se også artikler, som begynder med Xen)
Xen også kendt som "Borderworld" er et fiktivt univers i Half-Life 1.

## Omfang og udformning
Xen er et meget specielt univers, det er aldrig kendt hvor stort at Xen egentlig er, eller om Xen måske er en planet frem for et univers. Xen er et meget stille "sted" og de planter, lyde og udsyn er også noget helt for sig selv. I stedet for at være et stort sammensat land, så er Xen delt op i "Islands" – som åbenbart er delt op i en form for flerdimensional univers.

### Tyngdekraft
Xen er også kendt for at have en stor variation mellem dets tyngdekraft, nogen steder, hvis spilleren hopper, kommer man ekstremt højt op og andre steder, hvis man hopper, falder man direkte til jorden igen, men hvorimod at disse mindre "Islands" kan bevære sig frem og tilbage og op og ned.

### Økosystem
Åbenbart kan mennesket også trække vejret i Xen-universet. Xenuniverset er delt op i et helt "ecosystem". Der er både planter, og forskellige former for vand, og i den meget korte scene, som kommer i "ulykken", hvor at Gordon Freeman bliver teleporteret til Xen meget kort, ser man et par aliens drikke af noget vand, og åbenbart kan alle disse aliens også klare sig under deres forhold.
| computerspil | Spire Denne computerspilsrelaterede artikel er en spire som bør udbygges. Du er velkommen til at hjælpe Wikipedia ved at udvide den. |